# Deaminering
Deaminering innebär att en aminogrupp tas bort från en molekyl. Detta sker bland annat när aminosyror bryts ner i kroppens katabola processer där enzymer som katalyserar denna reaktion kallas deaminaser.
I människokroppen sker deaminering främst i levern, men det kan också förekomma i njuren. I situationer med överskott av proteinintag används deaminering för att bryta ner aminosyror för energi. Aminogruppen avlägsnas från aminosyran och omvandlas till ammoniak, som sedan neutraliseras av glutaminsyra för att bilda glutamin. Resten av aminosyran består till största delen av kol och väte och återvinns eller oxideras för energi. Ammoniak är giftigt för det mänskliga systemet, och enzymer omvandlar det till urea eller urinsyra genom tillsats av koldioxidmolekyler (vilket inte anses vara en deamineringsprocess) i ureacykeln, som också äger rum i levern. Urea och urinsyra kan säkert diffundera in i blodet och sedan utsöndras i urinen.

## Deamineringsreaktioner i DNA

### Cytosin

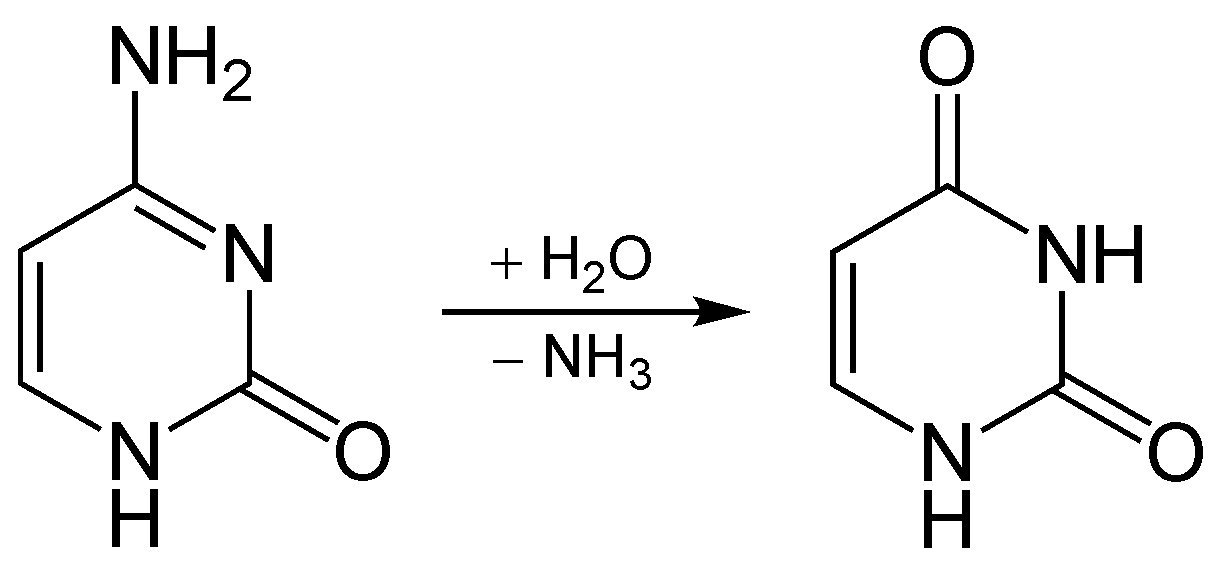
Deaminering av cytosin till uracil.

Spontan deaminering är hydrolysreaktionen av cytosin till uracil, som frigör ammoniak i processen. Detta kan inträffa in vitro genom användning av bisulfit, som deaminerar cytosin, men inte 5-metylcytosin. Denna egenskap har gjort det möjligt för forskare att sekvensera metylerat DNA för att särskilja icke-metylerat cytosin (visas som uracil) och metylerat cytosin (oförändrat).
I DNA korrigeras denna spontana deaminering genom avlägsnande av uracil (produkt från cytosindeaminering och inte en del av DNA) av uracil-DNA-glykosylas, vilket genererar ett abasiskt (AP) ställe. Det resulterande abasiska stället igenkänns sedan av enzymer (AP-endonukleaser) som bryter en fosfodiesterbindning i DNA:t, vilket tillåter reparation av den resulterande lesionen genom att ersätta den med ett annat cytosin. Ett DNA-polymeras kan utföra denna ersättning via nick-translation, en terminal excisionsreaktion genom dess 5'⟶3' exonukleasaktivitet, följt av en utfyllnadsreaktion med dess polymerasaktivitet. DNA-ligas bildar sedan en fosfodiesterbindning för att försegla den resulterande hackade duplexprodukten, som nu inkluderar ett nytt, korrekt cytosin (Base excision repair).

### 5-metylcytosin
Spontan deaminering av 5-metylcytosin resulterar i tymin och ammoniak. Detta är den vanligaste enstaka nukleotidmutationen. I DNA kan denna reaktion, om den upptäcks före passage av replikationsgaffeln, korrigeras av enzymet tymin-DNA-glykosylas, som tar bort tyminbasen i en G/T-felpassning. Detta lämnar ett abasiskt ställe som repareras av AP-endonukleaser och polymeras, som med uracil-DNA-glykosylas.

#### Cytosin-deaminering ökar C-To-T-mutationer
Ett känt resultat av cytosinmetylering är ökningen av C-till-T-övergångsmutationer genom deamineringsprocessen. Cytosindeaminering kan förändra genomets många regulatoriska funktioner. Tidigare tystade transposerbara element (TE:er) kan bli transkriptionellt aktiva på grund av förlusten av CPG-ställen. TE har föreslagits vara den påskyndande mekanismen för att skapa förstärkare genom att tillhandahålla extra DNA som är kompatibelt med värdtranskriptionsfaktorerna, som så småningom har en inverkan på C-till-T-mutationer.

### Guanin
Deaminering av guanin resulterar i bildandet av xantin. Xantin paras dock fortfarande med cytosin.

### Adenin
Deaminering av adenin resulterar i bildandet av hypoxantin. Hypoxantin, på ett sätt analogt med imintautomeren av adenin, är selektivt baspar med cytosin istället för tymin. Detta resulterar i en postreplikativ övergångsmutation, där det ursprungliga AT-basparet omvandlas till ett GC-baspar.

## Ytterligare proteiner som utför denna funktion
- APOBEC1
- APOBEC3A-H, APOBEC3G - påverkar HIV
- Aktiveringsinducera cytidindeaminas (AICDA)
- Cytidindeaminas (CDA)
- dCMP-deaminas (DCTD)
- AMP-deaminase (AMPD1)
- Adenosindeaminas som påverkar tRNA (ADAT)
- Adenosindeaminas som påverkar dsRNA (ADAR)
  - Dubbelsträngad RNA-specifikt editas 1 (ADARB1)
- Adenosindeaminas som påverkar mononukleotider (ADA)
- Guanindeaminas (GDA)